# 레드 데드 리볼버
레드 데드 리볼버(Red Dead Revolver)는 록스타 샌디에이고가 개발하고 록스타 게임스가 배급한 2004년 액션 어드벤처 게임이다. 레드 데드 시리즈 중 첫 번째 게임이며, 2004년 5월 플레이스테이션 2용으로 출시되었다. 서부 개척 시대 기간인 1880년대를 배경으로 하는 싱글 플레이어 스토리는 자신의 부모가 살해된 이후 복수를 위한 현상금 사냥꾼 레드 할로의 탐구를 따른다. 로컬 멀티플레이어 모드를 통해 최대 2명의 플레이어가 서로 대결할 수 있으며, 아니면 무한 경쟁을 위해 AI 통제 봇을 사용할 수 있다.

## 평가
| 평론 점수 평론사 점수 PS2 엑스박스 에지 N/A 8/10 [ 2 ] EGM 4.83/10 [ 3 ] 4.83/10 [ 3 ] 유로게이머 N/A 6/10 [ 4 ] 패미츠 31/40 [ 5 ] 31/40 [ 6 ] 게임 인포머 8/10 [ 7 ] 8/10 [ 7 ] 게임 레볼루션 C− [ 8 ] C− [ 8 ] 게임프로 [ 9 ] [ 9 ] 게임스팟 7.3/10 [ 10 ] 7.3/10 [ 10 ] 게임스파이 [ 11 ] [ 12 ] 게임존 7.2/10 [ 13 ] 7.5/10 [ 14 ] IGN 7/10 [ 15 ] 7.5/10 [ 16 ] OPM (US) [ 17 ] N/A OXM (US) N/A 8.4/10 [ 18 ] Entertainment Weekly C [ 19 ] C [ 19 ] The Times [ 20 ] [ 20 ] 통합 점수 메타크리틱 73/100 [ 21 ] 74/100 [ 22 ] |         |          |
| 평론 점수 |         |          |
| 평론사 | 점수    | 점수     |
| 평론사 | PS2     | 엑스박스 |
| 에지 | N/A     | 8/10     |
| EGM | 4.83/10 | 4.83/10  |
| 유로게이머 | N/A     | 6/10     |
| 패미츠 | 31/40   | 31/40    |
| 게임 인포머 | 8/10    | 8/10     |
| 게임 레볼루션 | C−      | C−       |
| 게임프로 | [ 9 ]   | [ 9 ]    |
| 게임스팟 | 7.3/10  | 7.3/10   |
| 게임스파이 | [ 11 ]  | [ 12 ]   |
| 게임존 | 7.2/10  | 7.5/10   |
| IGN | 7/10    | 7.5/10   |
| OPM (US) | [ 17 ]  | N/A      |
| OXM (US) | N/A     | 8.4/10   |
| Entertainment Weekly | C       | C        |
| The Times | [ 20 ]  | [ 20 ]   |
| 통합 점수 |         |          |
| 메타크리틱 | 73/100  | 74/100   |